# Веда Славян
«Веда Славян» (часто также «Веда Словена» как в болгарском оригинале: болг. «Веда словена: Български народни песни от предисторическата и предхристиянската епоха»; рус. «Веда Славян: Болгарские народные песни от доисторической и дохристианской эпохи») — сборник песенного творчества и легенд, опубликованных фольклористом, археологом и историком боснийским сербом Стефаном Верковичем во второй половине XIX века, в котором утверждается, что это песни и предания языческих времён, сохранившиеся в устной традиции помаков (мусульманской этнической группы из юго-западной Болгарии) и собранные болгарским учителем Иваном Гологановым. Вопрос о подлинности содержания этого сборника возник со времени его первой публикации. Содержание «Веды Славян» соответствует псевдоисторическим идеям Верковича о славянах как наиболее чистых потомках ариев и, предположительно, является мистификацией Гологанова, призванной доказать древность истории славян.
Первый том «Веды Славян» славян был издан в Белграде в 1874 году, второй том — в Санкт-Петербурге в 1881 году.

## История

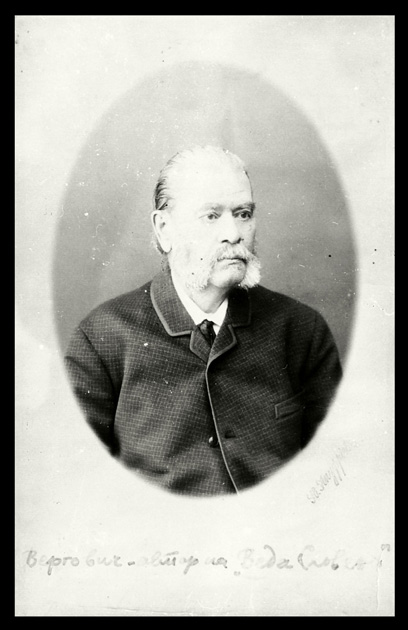
Стефан Веркович

Стефан Веркович разделял идеи Людевита Гая и иллирийского движения о том, что южные славяне были потомками древних иллирийцев. В середине XIX века принял православие. Он работал на Илию Гарашанина в восточной Македонии. После того, как болгарское правительство назначило ему пенсию, он поселился в Софии. В Болгарии его увлекла идея, что славяне — потомки фракийцев и древних македонян, и они принадлежат к той же культуре, что и древние индийцы. Он считал, что подтверждение этим представлениям можно найти в фольклоре населения восточной Македонии, особенно помаков-мусульман. На Верковича повлияли тексты болгарского псевдоисторика Георгия Раковского, утверждавшего, что древние греки и вся Европа были просвещены и цивилизованы пеласгами, которых впоследствии называли этрусками, иллирийцами и македонянами, а сегодня это славяне-болгары. Веркович распространял идеи, что балканские славяне имели намного более древнюю историю, чем Древняя Греция. Болгарский язык он считал современной формой санскрита, а болгарские народные обычаи, по его мнению, сохраняют древнюю индийскую религию. Болгарские славяне рассматривались им как древнейшие жители Европы и наиболее чистые потомки ариев. Древние фракийцы и иллирийцы, по его мнению, были славянами, а значит, славянами были Орфей, Филипп Македонский и Александр Македонский. Веркович утверждал, что следы славного славянского прошлого сохранились в устном народном творчестве и много лет занимался их поисками. Он собирал народные песни и стал автором сборника «Народные песни македонских болгар».
Иван Гологанов, учитель из македонского села Крушево, был знаком с греческой мифологией, читал псевдоисторические произведения Раковского. Веркович нанял Глоганова для сбора народных песен о Филиппе Македонском, о «переселении славян из Индии», о поэте Орфее и др. Гологанов за щедрое денежное вознаграждение присылал Верковичу записи якобы собранных в народе песен «доисторических и дохристианских» эпох, по содержанию соответствующие псевдоисторическим взглядам Верковича.
В изданиях сборника утверждается, что песни и предания были собраны Гологановым в основном в сёлах Татар-Пазарджикской области: Селча, Чавдарли, Касакли, Доспат, Цицюво, Плетена и в Неврокопской области Османской империи — Джиджево, Теплен, Крушево, Карабула, Долно Дряново, Рибница, Абланица, Лыжница, Фыргово. В подзаголовке книги указано, что данная информация была собрана во Фракии и Македонии.
Материал, полученный от Гологанова, насчитывающий в общей сложности более 300 тысяч стихов, был опубликован Верковичем в двух томах. Первый том под названием «Песни словенских Родоп из доисторических времён» в сербском варианте с синхронным переводом на французский язык был издан в Белграде в 1874 году и состоит из 15 мифо-героических песен. Второй том, изданный в 1881 году в Петербурге, содержит 21 обрядовую песню, якобы относящуюся к славянскому календарю (в подзаголовке значится: «Напечатан пожертвованиями русских ревнителей и покровителей науки»).

## Содержание
«Веда Славян» содержит описания, как утверждается, древних обычаев, связанных с рождением, воспитанием и женитьбой знаменитых героев, прославлением и пением гимнов богам. Имена богов включают как якобы славянские (надёжно не засвидетельствованные), такие как Витна, Коледа, Водна, Росна или Снигна, так и имена индуистских божеств: Вишну и Сива (Шива). Также упоминаются якобы славянские правители, такие как Сада, Синдзе, Талатина, Брахил, Брава, а также мифический Орфей. 
В песнях сборника приводится список с пояснениями многих праздников: Колядов день, Суров день (День бога Сура), Велесов день, Ласточкин день, Первый день, Масин день, Югавитов день, Сырный день (День бога Сыра), Гергиев день, Световитов день, Купалов день, Вышний день (посвещается также и его ипостасям — Огнебогу и Солнцу), Дравин день, Августов день, Июньский день, Виноградный день, Октябрьский день, Колчев день, Ладин день и др.
Богу Коледе отведено во втором томе книги особое внимание, где описывается мистерия его рождения для выполнения миссии на земле, которая заключалась в спасении молодых людей от поглотившей их безнравственности. Тогда Вышний бог просит Злату Мать родить Коледу в человеческом облике, который потом рождается, подрастает и просвещает молодежь по «Ясной книге» (книга Вед), содержащей в себе ритуальные песни и даты праздников.
Предания содержат множество заговоров и мистических сцен, а также песен о гениальном певце и музыканте Орфее, царе и жреце фракийского народа, в том числе «Древняя болгарская песня об Орфее», которая на первом археологическом съезде в Москве в 1875 году завоевала почетную грамоту, а сам Веркович был награжден золотой медалью и орденом святой Анны. Тогда же общественно-политическая газета Санкт-Петербурга «Санкт-Петербургские ведомости» писала о важном значении книги болгарских народных песен для истории и мифологии славян. Собрание Верковича включает 180 тысяч стихов. В первом выпуске их напечатано 7 тысяч.

## Исследования и дискуссия о подлинности
Мнение, что «Веда Славян» полностью или частично подделана Иваном Гологановым, существовало с момента первой публикации сборника. Научные круги разделились на тех, кто считает «Веду Славян» подделкой и тех, кто считает её подлинной.
В 1860 году подлинность «Веда Славян» отверг А. Н. Пыпин.
Ведущие исследователи того времени, такие как Константин Иречек, Ватрослав Ягич, Луи Леже, А. Н. Пыпин, Михаил Арнаудов рассматривали сборник как мистификацию и считали, что Веркович был обманут Гологановым.
Первоначально Веркович отверг обвинения, утверждая, что попытки дискредитировать его эпохальное открытие были вызваны махинациями Католической церкви, протестантов и Греческой церкви против православных болгар. В защиту подлинности «Веды Словени» его поддержали, в частности, Огюст Дозон и Александр Ходзько. В целях проверки подлинности песен в 1868 году в Белград был направлен Альберт Дюмонт, член французской школы в Афинах. В 1873 году министерство народного просвещения Франции поручило своему консулу Огюсту Дозону убедиться в подлинности помакских песен непосредственно на том месте, где они были записаны. Оба специалиста поместили во французских журналах отчёты о подлинности собранных Верковичем песен. Основываясь на отчётах Дозона, парижский профессор славистики Луи Леже говорил о важности родопских песен и выражал желание видеть их поскорее напечатанными. Песни, собранные среди родопских и беломорских болгар-мусульман, содержат большое число реминисценций из христианской и языческой религиозной практики, характерной для болгарского народа.
Гологанов, несмотря на неоднократные просьбы, не смог назвать никого из народных певцов, песни которых, как он утверждал, были им записаны, и отказался лично встретиться с издателем. В конечном итоге Веркович посчитал себя обманутым и воздержался от дальнейшей публикации материалов.
В 1903 году «Archiv für slavischen Philologie» опубликовал критическую статью болгарского историка Иван Шишманов, в которой резюмировалось современное состояние исследований «Веды Славян» и приводились доказательства её недостоверности. 
В XX веке многие исследователи также считали сборник подделкой, материал которой основан на вымысле Гологанова.
Предполагается, что не найдя в полевых условиях песен на заданные Верковичем темы, Глоганов сам составил такие песни и продавал их Верковичу как оригинальные. Веркович посчитал, что песня об Орфее слишком короткая, и предложил Глоганову награду в десять дукатов, если тот найдет более длинную и полную версию. Вскоре Глоганов предоставил песню из 853 стихов.
До издания первого тома «Веды Славян» в Белграде в 1874 году Глоганов составил 56 «оригинальных» стихотворений общим объемом 17 тысяч стихов, которые вошли в этот том. Второй том, изданный в Петербурге в 1881 году, содержит обрядовые песни, сгруппированные вокруг 20 народных праздников, всего 15 тысяч стихов. Глоганов, деятельность которого дорого оплачивалась, оставил работу учителя. Он выстроил целый «пантеон древних фракийцев», то есть, в его понимании, славянских богов, которым дал имена Сива (Шива), Вишну, Игне, Друида и др. Он разработал особый псевдославянский язык, который он назвал «фракийским» и который сохранился в эпических песнях: «Вета е вила ветише, / Хруј ми сефита, / Сефита, удита, / Веј ми санита, / Урум ми тата. / Тата ми финита / Трај ми далита».
По мнению доктора наук, профессора Гане Тодоровски (защитившего докторскую диссертацию на тему «Веда Славян и её мистификаторы») «Веда Славян» является националистически мотивированной мистификацией:

 
«Веда Словян» — произведение Верковича-Гологанова — будет означать для всех только одно: самый возвышенный памятник крайнего национального экстаза, самое недолговечное порождение коллективной национальной утопии. Это произведение отражает неизбежный этап, который должна пройти в своём развитии почти каждая нация: этап романтического самолюбия, этап, когда в зеркале национального тщеславия каждый жест и сдвиг, каждое движение и воспоминание, каждое невысказанное слово приобретает грандиозный смысл, героическое значение, воспринимается как исторический акт.

В 1980 году репринтное издание сборника «Веда словен» в Болгарии стало основой для новой дискуссии среди фольклористов, таких как Крестьо Куюмджиев, Владимир Свинтила, Никола Георгиев, Михаил Неделчев, Илия Конев, Невена Стефанова, Стефан Елевтеров, Тодор Ризников, Тадеуш Шишмански, Тодор Балкански и другие. В 1991 году появилась монография Ивана Богданова «Веда Славян и наше время», которая является наиболее серьёзной современной попыткой доказать подлинность содержания этого сборника.
В «Болгарской энциклопедии», впервые изданной в 1936 году, это собрание названо мистификацией[страница не указана 2278 дней]. Ряд современных учёных рассматривает «Веду Славян» как типичный продукт идеологической литературы периода национального пробуждения, аналогичный, таким сочинениям, как чешские Краледворская и Зеленогорская рукописи.
Историк Л. С. Клейн отмечает, что имён индуистских божеств не могло быть в славянской традиции.
В 2015 году доктор наук, профессор Миглена Христозова, доктор наук Росен Малчев, доктор наук, профессор Гатя Симеонова, профессор Милена Беновска, Пламен Бочков и другие опубликовали серию научных исследовательских статей, цель которых заключалась в представлении содержательных элементов в повествовательной, ритуальной и мифологической структуре, а также обсуждении этнологического контекста песенного сборника, в котором отмечаются сходства и связь с некоторыми болгарскими апокрифами X—XI веков, болгарским шаманизмом, широко исследованным профессором Анчо Калояновым, и с другими формами болгарского эпоса. В одной из этих работ сборник песен рассматривается как феномен на границе между фольклором и апокрифической литературой, а также как пример из народных летописей. Что касается языковой и этнологической составляющей, то собранные исследования не дают однозначного ответа на вопрос, является ли данный эпос народной мистификацией или нет. Ответ на этот вопрос сложно получить также из-за специфики фольклорных традиций, которые динамически меняются и обновляются, а граница между народной мистификацией и подлинным фольклором иногда неразличима. В данных исследовательских статьях рассмотрена хронологии многолетних диспутов между учёными и инициированы глубокие этнологические исследования «Веды Славян». Различные гипотезы и перспективы ведущих болгарских учёных, таких как профессор Иван Шишманов и профессор Михаил Арнаудов вкратце представлены в контексте продолжающейся теории мистификации «Веды Славян». По мнению авторов, теория мистификации не была научно подтверждена никакими аналитическими исследованиями или систематическими интерпретациями текста, где особо выделены контраргументы по этой теории.

## В популярной культуре
В 2012 году режиссёр Анри Кулев и сценарист Борис Христов создали документальный фильм «Загадка Веды Славян» (болг. Загадката Веда Словена), рассказывающий о первой болгарской книге международного значения, сумевшей привлечь внимание европейского научного мира XIX века. В 2013 году фильм получил награду болгарской киноакадемии за лучший документальный фильм года.
В 2015 году в России на VI международном славянском литературном форуме «Золотой Витязь» В. Г. Барсуков — переводчик и издатель репринтов двух томов сборника песен С. И. Верковича, был удостоен «Золотого диплома» в номинации «Литература по истории славянских народов и литературоведению» за книгу «Веда славян».

## Издания
- Стефан И. Веркович. Веда Славян / Перевод с древнеболгарского языка Барсукова В. Г. — Москва: Амрита, 2011. — ISBN 978-5-9901902-3-8.